# Oscar Sevrin
Pour les articles homonymes, voir Sevrin.
Oscar Sevrin, né le 22 novembre 1884 à Neuville-Wanne, Province de Liège, Belgique et décédé le 30 avril 1975 à Kunkuri. Chhattisgarh, Inde, était un prêtre jésuite belge, missionnaire en Inde et évêque, successivement, de Ranchi (Jharkhand) et Raigarh-Ambikapur (Chhattisgarh).

## Jeunesse et formation
Ses premières années de formation se passèrent en Belgique: noviciat à Arlon (1903-05) et philosophie à Louvain (1906-08). Avec une dizaine d’autres jeunes jésuites il partit alors en Inde. il enseigna à Rengarih et Ranchi, deux centres importants du Jharkhand (1911-16); il y eut ses premiers contacts avec le monde des aborigènes du Chota Nâgpur. Sevrin termina sa formation sacerdotale au théologat de Kurseong (Darjeeling) où il fut ordonné prêtre le 1er juillet 1919.

## Évêque de Ranchi
Le P. Sevrin semblait parti pour une carrière dans l’éducation, comme professeur au collège Saint-Jean-Berchmans de Ranchi (1921-31) et ensuite inspecteur diocésain des écoles de 1923 à 1934, lorsqu’il fut nommé, à la surprise de beaucoup, évêque de Ranchi (le 9 avril 1934). Il fit beaucoup pour le développement de l’éducation parmi les peuples tribaux de la région, les Mundas, Ouraons et Kharias. Outre le magazine hindi Nishkalanka  qu’il popularisa, il composa des catéchismes et d’autres travaux de base (Bible ka Itihas) pour soutenir la foi des nombreux nouveaux chrétiens de son diocèse.

## Évêque de Raigarh-Ambikapur
En 1951, Mgr Sevrin créa la surprise. À l’âge de 67 ans, il renonçait à son diocèse de Ranchi pour deux raisons. D’abord il estimait qu’il y avait un homme compétent qui pouvait prendre sa succession. Ce sera Nicolas Kujur, un prêtre Ouraon. Ensuite il désirait fonder l’Église dans une région voisine où les conditions de travail - grande hostilité vis-à-vis du christianisme - étaient difficiles. 
Son nouveau diocèse de Raigarh-Ambikapur, au Chhattisgarh, était formé d’anciens petits États princiers qui, tant qu’ils étaient indépendants (période coloniale anglaise) s’étaient opposés à la présence de missionnaires. L’analphabétisation et l’exploitation des peuples indigènes y étaient grandes. Devenu évêque de cette région, Mgr Sevrin s’installa dans une simple paroisse (Ginabahar) et se mit à la tâche: éducation, développement économique et social allant de pair avec l’évangélisation. Son succès parmi les aborigènes lui suscita des ennemis et il dut faire face à de nombreux procès mal intentionnés. Mais par ailleurs il acquit un grand prestige parmi les peuples aborigènes de la région. 
En 1957, pour la deuxième fois, il décida de passer la main et démissionna de sa charge ; un successeur aborigène le remplaça comme évêque à Raigarh-Ambikapur: Stanislaus Tigga. 
Toujours en bonne santé, Mgr Sevrin continua à être actif comme directeur spirituel et professeur de religion au collège de Kunkuri.  Il mourut le 30 avril 1975, à l’âge de 91 ans.